# Banikoara
Banikoara – miasto w północnym Beninie, w departamencie Alibori. Położone jest około 550 km na północ od stolicy kraju, Porto-Novo. W spisie ludności z 11 maja 2013 roku liczyło 37 571 mieszkańców.